# Menelik II
Menelik II (Ge'ez: ምኒልክ) (Ankober, 17 augustus 1844 — Addis Abeba, 12 december 1913) was keizer van Ethiopië van 1889 tot 1913.
Menelik II werd geboren als Sahle Maryam. Hij was de zoon van negus Haile Melekot van Seba.
Hij intrigeerde tegen de Ethiopische keizer Johannes, en sloot op 20 oktober 1887 een geheim verdrag met de Italianen in Somaliland. Toen Johannes in maart 1889 sneuvelde tegen het Mahdi-leger, kozen de Ethiopische vorsten Menelik tot hun nieuwe keizer. 
Menelik II wordt door velen beschouwd als de grondlegger van het land, maar zijn legers pleegden wat sommige historici classificeren als genocides bij het veroveren van het land dat hij uiteindelijk Abessinië noemde, dat modern Ethiopië werd.  De wreedheden werden begaan tegen inheemse bevolkingsgroepen zoals de Oromo, het Dizi-volk en het Koninkrijk Kaffa.

## Onderscheidingen
- Ridder Grootkruis in de Orde van Sint-Michaël en Sint-George op 25 oktober 1897[2]